# همسفران باد
همسفران باد یک مجموعه تلویزیونی ایرانی به کارگردانی شهرام باباپور، نویسندگی الهه صلح‌جو و تهیه‌کنندگی مصطفی علمی‌فرد است که از ۱ تا ۱۶ فروردین به مناسبت نوروز ۱۳۸۹ از شبکه سه سیما پخش شده است. این مجموعه جز معدود سریال‌ها در ایران با محوریت عشایر می‌باشد.
این مجموعه به سفارش صداوسیمای مرکز چهارمحال و بختیاری ساخته شده و تصویربرداری آن در شهرکرد و دشت و کوه‌های اطراف این شهرستان از اردیبهشت ۱۳۸۸ آغاز و در مرداد همان سال در شهرستان فارسان به پایان رسید. مراحل تدوین و صداگذاری نیز اوایل آبان به پایان رسید. در این سریال به علاوه بازیگران ملی بازیگران بومی چهارمهال هم به ایفای نقش پرداخته‌اند.
در ۱۰ اردیبهشت ۱۳۸۹ در نشستی با حضور سیدرمضان موسوی مقدم، معاون امور مجلس و استان‌های صدا و سیما از دست اندرکاران این سریال تلویزیونی قدردانی شد و هداهایی همراه لوح تقدیر به بازیگران مجموعه اهدا شد.

## داستان
«همسفران باد» روایت‌گر زندگی دانشجوی جوانی است به نام مرجان که قصد دارد پس از ارائه پایان‌نامه خود با موضوع مردم‌شناسی با موضوع مردم با موضوع مردم‌شناسی کشور را به قصد آمریکا ترک کند. اما خانواده او با این سفر مخالفند. مرجان برای تکمیل پایان‌نامه‌اش به توصیه استادش عازم مناطق عشایر نشین می‌شود در «همسفران باد» چهار دانشجو در شهرکرد، تصمیم می‌گیرند از مناطق عشایری چهارمحال و بختیاری، به عنوان منبع تحقیقاتی برای پروژه پایانی دانشگاهی خود استفاده کنند. «جلال» در اثر یک سانحه تصادف رانندگی می‌میرد و «یوسف» تصمیم می‌گیرد پروژه تحقیقاتی وی را پس از تکمیل با نام خود او ارائه دهد، اما مردم ایل گمان می‌کنند «یوسف» تصمیم به غارت گنجینه تاریخی آنها دارد.

## بازیگران
- آزیتا ترکاشوند
- حسن اسدی
- حسن جوهرچی
- لیلا عزیزی
- شهرام ابراهیمی
- راضیه ایرانی
- رضا موری
- حدیث چهره‌پرداز
- سعادت همت‌زاده
- حسام ذاکری
- جواد محمدی‌نژاد
- عباس ترکی

## نقد و بررسی
محمود رئیسی در ایرنا: شاید بتوان یکی از ضعف عمده این مجموعه تلویزیونی را عدم شناخت کارگردان از فرهنگ و خرده فرهنگی های عشایر بختیاری دانست که این عدم شناخت باعث حرکت سینوسی رویکرد داستانی سریال می شود و انتقال داده های فیلم به مخاطب مهندسی نمی شود. یکی از مهمترین عناصر زیبایی شناختی درباره عشایر، وجود لحن یک دست و بی تکلف عشایر است که آنها را به واسطه همین لحن دست نخورده و بکر از سایر گویش های متغیر، جدا می کند و شناسه اصلی مردم ایل بختیاری، زبان و فرهنگ زبانی یکدست آنهاست که از اصالت بالایی و والایی برخوردار است. اما در سریال همسفران باد، لحن ها و گویش های دوگانه و چندگانه کاراکترها و تظاهر به بیان زبانی عشایری، خود به خود باعث عدم همذات پنداری و این همانی در روایت تخت داستان می شود و داستانی که روایت تخت آن به راحتی قابل ادراک برای مخاطب می توانست باشد، به دلیل وجود چندگانگی بیان و لحن اجرایی کاراکترها، دچار پذیرش سخت باوری در مخاطب به ویژه مخاطب عشایری و عشایری می شود.